# José Eduardo Faria
José Eduardo Campos de Oliveira Faria (São Paulo, 1949) é um sociólogo, jurista e professor universitário brasileiro. É professor titular da Faculdade de Direito da Universidade de São Paulo, sendo um dos precursores da Sociologia do Direito no Brasil.

## Biografia
Ingressou na Faculdade de Direito da Universidade de São Paulo em 1968 e seguiu sua carreira acadêmica na mesma Faculdade, tendo realizado mestrado em 1977, sob orientação do Prof. Goffredo da Silva Telles Júnior e doutorado em 1981, sob orientação do Prof. Tércio Sampaio Ferraz Júnior, todos nesta instituição. Realizou pós-doutorado pela Universidade de Wisconsin-Madison, entre 1983 e 1984, como bolsista da Comissão Fulbright. Em 1982, ingressa no quadro docente do Departamento de Filosofia e Teoria Geral do Direito, obtendo os títulos de livre docente em 1982 e professor titular em 1998. Dedicou-se, ao longo da sua carreira universitária ao estudo da relação entre direito e economia, questões referentes ao ensino jurídico no Brasil, poder, legitimidade, discurso político e crise de governabilidade. É professor visitante na Escola de Direito de São Paulo, da Fundação Getúlio Vargas, desde 2004. Foi um dos ganhadores do Prêmio Jabuti de Literatura de 2012, na categoria de livros de Direito.

## Obras publicadas
- FARIA, José Eduardo. Direito, autoritarismo e mudança socioeconômica. São Paulo: Andragogia, 2023.
- FARIA, José Eduardo. Corrupção, justiça e moralidade pública. São Paulo: Perspectiva, 2019.
- FARIA, José Eduardo. Baú de ossos de um sociólogo do direito.. Curitiba: Juruá, 2018.
- FARIA, José Eduardo. O Estado e o direito depois da crise.. São Paulo: Saraiva, 2013.
- FARIA, José Eduardo. Sociologia Jurídica: Direito e Conjuntura. São Paulo: Saraiva, 2008.
- FARIA, José Eduardo. O Direito na Economia Globalizada. São Paulo: Malheiros, 1997.
- FARIA, José Eduardo. Direito e Economia na Democratização Brasileira. São Paulo: Malheiros, 1993.
- FARIA, José Eduardo. Justiça e Conflito: Os Juízes Em Face dos Novos Movimentos Sociais. São Paulo: Revista dos Tribunais, 1991.
- FARIA, José Eduardo. A Sociologia jurídica no Brasil. São Paulo: Sergio Antonio Fabris Editor, 1991.
- FARIA, José Eduardo. Eficácia Jurídica e Violência Simbólica: O Direito Como Instrumento de Mudança Social. São Paulo: EDUSP, 1988.
- FARIA, José Eduardo. Reforma do Ensino Jurídico. Porto Alegre: Sérgio Fabris Editor, 1987.
- FARIA, José Eduardo. Retórica política e ideologia democrática. São Paulo: Edições Graal, 1984.
- FARIA, José Eduardo. Sociologia Jurídica: crise do direito e práxis política. São Paulo: Forense, 1984.
- FARIA, José Eduardo. Poder e legitimidade. São Paulo: Perspectiva, 1978.